# Quận Steele, Minnesota
Quận Steele là một quận thuộc tiểu bang Minnesota, Hoa Kỳ.
Quận này được đặt tên theo Franklin Steele. Theo điều tra dân số của Cục điều tra dân số Hoa Kỳ năm 2000, quận có dân số 33.680 người. Quận lỵ đóng ở Owatonna.6

## Địa lý
Theo Cục điều tra dân số Hoa Kỳ, quận có diện tích 1119 km2, trong đó có 7 km2 là diện tích mặt nước.